# Т-30
Т-30 — опытный советский тяжёлый танк межвоенного периода. Разрабатывался в КБ завода «Большевик» в 1929—1932 годах. Был построен полноразмерный деревянный макет танка, однако дальнейшие работы над ним были прекращены за бесперспективностью и высокой сложностью машины.

## История разработки
18 июля 1929 года Наркомвоенмором СССР была принята Система танко-тракторного и автоброневого вооружения РККА. В соответствии с данной системой, предполагалась разработка нескольких новых типов танков различных классов.
С лёгкими танками дела обстояли неплохо — к этому времени бронетанковые силы РККА уже имели в своём распоряжении лёгкие танки сопровождения пехоты Т-18 (МС-1), достаточно совершенные для своего времени. Однако более тяжёлые машины главным образом были представлены танками, известными в СССР под именем «Рикардо» — отбитыми у белогвардейцев британскими тяжёлыми танками Mk V, воевавшими в Первую мировую, основательно изношенными и к концу 1920-х изрядно устаревшими. В связи с этим, новая Система делала особый акцент на создание средних и тяжёлых танков.
Ориентировочные тактико-технические характеристики нового тяжёлого («позиционного») танка разрабатывались УММ РККА во второй половине 1929 года. Во многом военные ориентировались на опыт эксплуатации упоминавшихся выше трофейных британских танков Mk V. В частности, был сделан вывод, что танки подобного класса должны быть оснащены несколькими пушками и пулемётами, хотя и не в спонсонах, а во вращающихся башнях. Также было сочтено, что для тяжёлого танка достаточным является бронирование, защищающее машину и экипаж от пуль любого калибра и снарядов полевой артиллерии. Не обошлось и без влияния других зарубежных школ танкостроения, в частности французской, с её тяжелыми танками FCM 2C.
Итоговые ТТХ, разработанные военными, выглядели следующим образом:
- вес 60 тонн;
- бронирование 30-50 мм;
- максимальная скорость 20-25 км/ч;
- вооружение: две 76,2-мм пушки, одна 37-мм пушка и шесть пулемётов.

Интересно, что список характеристик, разработанных УММ РККА, не содержал никаких указаний о компоновке танка, типе силового агрегата и ряде других важных характеристик. Вызвано это было главным образом отсутствием у конструкторов необходимого опыта в области танкостроения, поэтому при проектировании нового танка инженерам давалась определённая свобода. При этом в 1929—1931 годах танк разрабатывался лишь теоретически, так как основные усилия конструкторов были сосредоточены на развитии более лёгких боевых машин. К полноценному проектированию тяжелого танка инженеры ОКМО завода «Большевик» приступили лишь в конце 1931 года, когда средние танки Т-24 и ТГ уже были готовы и испытывались. Проанализировав полученный опыт, инженеры проконсультировались с УММ РККА, в результате чего техзадание было несколько скорректировано, в частности, количество орудий было сокращено до двух, а масса снизилась на 10 тонн. В итоге, в ноябре 1931 года УММ РККА заключило с Главным конструкторским бюро Орудийно-оружейно-пулемётного объединения договор на разработку танка и постройку опытного образца.
В начале 1932 года эскизное проектирование было в целом завершено, и была изготовлена полноразмерная деревянная модель танка. При этом ряд важных моментов (к примеру, установка и конструкция КПП) был проработан лишь в общих чертах. Однако, к 1932 году требования УММ РККА к тяжёлому танку несколько изменились — теперь военные рассчитывали на танк с по крайней мере тремя орудиями, что в случае с Т-30 было невозможно. Кроме того, как и разрабатывавшийся параллельно с Т-30 танк ТГ, танк обладал чрезвычайно сложной и нетехнологичной конструкцией. В итоге, на совещании УММ РККА танк был признан бесперспективным, и все работы были сосредоточены на проектах более мощных танков Т-35, Т-39 и Т-42.

## Описание конструкции
Компоновка перспективного танка являлась классической: отделение управления в носовой части, боевое — в центральной, и моторно-трансмиссионное — в кормовой. Танк Т-30 должен был иметь массу 50-55 т и защищаться бронёй толщиной 40-60 мм. В главной башне, по форме напоминавшей башню-рубку танка ТГ, размещалась длинноствольная 76,2-мм дивизионная пушка и два пулемёта (спаренный с 76,2-мм пушкой и кормовой). Над ней устанавливалась малая башня с 37-мм танковой пушкой большой мощности, на крыше которой находилась командирская наблюдательная башенка. Сведений о прицельных приспособлениях и радиооборудовании не сохранилось.
На танк предполагалось установить авиационный карбюраторный двигатель АМ-6 мощностью 750 л. с., при этом его расчётная скорость составляла 30 км/ч. В случае же установки импортного авиамотора «BMW VI» мощностью 650 л. с., скорость танка должна была составить 24 км/ч.
Ходовая часть применительно к одному борту состояла из 10 опорных катков малого диаметра, сблокированных в пять тележек с блокированной пружинной подвеской, 5 поддерживающих роликов, переднего направляющего и заднего ведущего колеса.